# Vieille Case
Vieille Case (auch: Vielle-Case, von franz.: „Altes Haus“, Arawak: Itassi) ist ein Ort im Parish Saint Andrew, Dominica. Er liegt an der Nordküste der Insel. 2001 hatte der Ort 726 Einwohner.

## Geographie
Vieille Case liegt, ausgerichtet nach Osten, an der Landspitze der Nordküste an der Mündung des Balthazar River zwischen den Orten Penville im Norden und Thibaud im Süden. Eine kleine Straße (Northern Link Road) verbindet die Orte miteinander und führt am Nordkap der Insel um die Berge Bellevue Mountain und Morne aux Diables (⊙) herum nach Tanetane im Parish St. John.
Das Ortszentrum von Vieille Case heißt Under The Mango. Dort gibt es einige Läden und Restaurants. Der namengebende Mango-Baum steht allerdings nicht mehr in der Ortsmitte.
Touristenattraktionen sind der Strand Au Parc und die Bwa Nef Falls (⊙). Der Strand Au Tout wird vor allem zum Fischfang genutzt.

## Geschichte
Das Gebiet von Dominica wurde, wie andere Inseln der Westindischen Inseln, zuerst von Kalinago besiedelt, die von den europäischen Kolonialisten als „Kariben“ bezeichnet wurden. Itassy ist die Kalinago-Bezeichnung für das Dorf.
Als die Europäischen Kolonialisten einwanderten, lebten sie in diesem Gebiet mit den Kalinago zusammen. Die heutigen Bewohner sind Nachfahren der Mischlinge von Kalinagos, Franzosen und afrikanischen Sklaven.
Vieille Case war Filmort für Pirates of the Caribbean.

## Bevölkerung
Vieille Case ist der Geburtsort mehrerer lokaler Politiker wie Edward Oliver LeBlanc, Roosevelt Skerrit und Dominica Parliamentary Representative Alexis Williams, sowie des Präsidenten Crispin Sorhaindo
Die häufigsten Familiennamen sind Hamilton, Joseph, LeBlanc, Royer und Seaman.

## Landwirtschaft
Hoch in den Bergen über dem Dorf liegt eine kleine Ebene mit dem Namen La Vie Douce („Das süße Leben“). Auf diesem Feld bauen die Einwohner ihre Feldfrüchte an: Dasheen, Ingwer, Yams, Pfeffer und Bananen.

## Religion
Die katholische Kirche stand bis 2005 an der Hauptstraße neben der Bank Credit Union. Sie stürzte in Folge eines heftigen Erdbebens ein.

## Kultur
Im Ort gibt es nur eine Grundschule, die wichtigsten weiterführenden Schulen befinden sich in Roseau.